# Парламентские выборы в Вануату (2004)
Парламентские выборы в Вануату состоялись 6 июля 2004 года. Коалиция партии Вануаку и Национальной объединённой партии получила 18 мест (из 52) в парламенте, больше, чем другие участники, однако абсолютного большинства блок не получил. В результате сформировал правительственную коалицию во главе с Союзом умеренных партий, чей лидер Серж Вогор и стал премьер-министром.
Результаты выборов в Парламент Вануату 6 июля 2004
| Партии и блоки                                              | Голоса | % | Места |
| ----------------------------------------------------------- | ------ | - | ----- |
| VP-VNUP - Партия Вануаку - Национальная объединённая партия |        | . | 18    |
| Союз умеренных партий                                       |        | . | 9     |
| Республиканская партия Вануату                              |        | . | 4     |
| Конфедерация зелёных                                        |        | . | 3     |
| Народная прогрессивная партия                               |        | . | 3     |
| Меланезийская прогрессивная партия                          |        | . | 2     |
| Национальная ассоциация Сообщества                          |        | . | 2     |
| Партия народного действия                                   |        | . | 1     |
| Наманги Аути                                                |        | . | 1     |
| Беспартийные                                                | -      | . | 9     |
| Всего                                                       |        |   | 52    |
| Источник: IPU                                               |        |   |       |

В новый парламент прошли 50 мужчин и 2 женщины.